# Joe Andrew
Joseph J. Andrew (1 maart 1960) is een Amerikaans en politicus en advocaat. Hij bekleedde de positie van voorzitter van het Democratisch Nationaal Comité van 22 januari 1999 tot 21 januari 2001. Hij was destijds 39 jaar oud en daarmee een van de jongste voorzitters van het comité ooit.
- International Standard Name Identifier: 0000 0000 8277 1888
- Library of Congress Control Number: n92116542
- Nederlandse Thesaurus van Auteursnamen: 110631811
- Virtual International Authority File: 91470092
- WorldCat: E39PBJdRt8bVKyvDVfK8b7Ytrq